# Cuestión de fe
Cuestión de fe és un llargmetratge produït en Bolívia en 1995, dirigida per Marcos Loayza. En aquesta pel·lícula participen Jorge Ortiz Sánchez i Elías Serrano. La pel·lícula tracta d'una imatge sagrada que ha de ser traslladada per encàrrec des d'una regió altiplánica cap a l'orient del país. Però durant el viatge, la verge és robada en un dels pobles de les regions andines i portat a la regió dels Yungas, els protagonistes tracten de recuperar la imatge sagrada, però al final, arriben a un acord amb els pobladors als Yungas i la imatge es queda en un poble d'aquesta regió.

## Sinopsi
"Les grosses no s'enamoren, s'antullen" va ser l'últim que el santero Domingo i el seu compare Pepelucho van sentir dir en el bar "La Corajuda", abans que el fosc "Sapo Estívaris" els fes cridar per a encarregar-los la fabricació d'una verge de grandària natural i demanar-los el seu trasllat fins a San Mateo, un poble amagat en el cor dels Yungas paceños, iniciant així un viatge a través dels seus sentiments. Joaquín, un apostador que permanentment desafia al destí escolta la conversa i es brinda a portar-los en "La Ramona", una vella camioneta prestada que ell fa passar per seva. Una vegada elaborada la verge, els tres inicien el viatge en "La Ramona" descendint des de la ciutat -a 4.700 metres d'altura- fins a arribar a zones tropicals on la presència de la naturalesa i les seves posicions davant la vida determinen una tibant però equilibrada relació entre ells.
La fe d'un en Déu i la fe de l'altre en el joc i l'atzar, acaben creuant-se en un desenllaç imprevisible on es perd la noció de realitat.

## Reconeixements
- Millor Òpera Prima Festival Internacional del Nou Cinema Llatinoamericà de l'Havana, Cuba, 1995.[3]
- Millor Òpera Prima, Cartagena, Colòmbia, 1995.
- Millor Òpera Prima Montevideo, l'Uruguai, 1995.
- Millor Òpera Prima New England, Estats Units, 1995.
- Premi Especial del Jurat, Festival de Cinema Llatinoamericà de Biarritz, França.
- Premi a la Millor Pel·lícula, Salamanca, Espanya, 1995.
- Premi a la Millor Pel·lícula Estrangera, Puerto Rico, 1995.
- Premi Especial del Jurat, Cusco, el Perú, 1995.
- Millor Òpera Prima, Cartagena, Colòmbia, 1996.
- Premi Especial de la Crítica, San Juan, Puerto Rico, 1996.[2]
- FIPRESCI Festival Internacional de Cinema de Rotterdam
- OCIC Award Festival Internacional de Cinema d'Amiens
- International Critics Award Festival de Cinema Iberoamericà de Huelva
- Esment Especial Festival del Cinema Llatinomericà de Trieste

## Selecció oficial
- Festival Internacional de Cinema de Rotterdam. Premi Tiger. Països Baixos, gener de 1996.
- Festival de Cinema Llatí de Chicago. els Estats Units, abril de 1996.
- Festival Internacional de Cinema de Seattle. els Estats Units, maig de 1996.
- Festival de Cinema de Jerusalem. Israel, juliol de 1996.
- Festival de Cinema de Gramado. el Brasil, agost de 1996.
- Festival Internacional de Cinema de Tòquio. el Japó, setembre de 1996.
- Festival Internacional de Cinema de Vancouver. el Canadà, octubre de 1996.[2]